# Israël aux Jeux européens de 2015
Israël  participe aux Jeux européens de 2015. Elle fait partie des 50 nations prenant part à la première édition de cette compétition.
Sa délégation est composée de 141 athlètes.